# Umagilla forskalensis
Umagilla forskalensis is een platworm (Platyhelminthes). De worm is tweeslachtig. De soort leeft in het zoute water.
Het geslacht Umagilla, waarin de platworm wordt geplaatst, wordt tot de familie Umagillidae gerekend. De wetenschappelijke naam van de soort werd voor het eerst geldig gepubliceerd in 1906 door Wahl.